# Pamela Smits
Pamela Smits (Ottawa (Canada), 28 augustus 1968) is een Nederlandse celliste.

## Levensloop
Smits groeide op in Nederland en studeerde cello bij Jiři Prchal aan het Stedelijk Conservatorium van Leeuwarden, en aan het Conservatorium van Amsterdam bij Jean Decroos. Daarna studeerde ze in Bloomington aan de Indiana University in de Verenigde Staten bij Janos Starker en volgde daar kamermuzieklessen bij Shigeo Neriki en György Sebök. Ze volgde verder diverse masterclasses, o.a. bij Miloš Sádlo, Saša Večtomov, Paul Tortelier, Lynn Harrel, Steven Isserlis Anner Bijlsma, Natalia Gutman Tsuyoshi Tsutsumi en verschillende malen bij pianist György Sebök in Ernen, Zwitserland.
Ze speelde in Miami van 1994 tot 1997 als aanvoerder van de cellogroep van de New World Symphony onder leiding van dirigent Michael Tilson Thomas. Ze soleerde met dit orkest en diverse andere orkesten in celloconcerten van C.Ph.E. Bach, Beethoven's Tripelconcert, Boccherini Bes groot, Gulda, Händel voor 2 celli, Haydn C groot en D groot, Hans Kox, Schumann, Tschaikovski’s Rococovariaties en Vivaldi voor viool en cello. In 1992 speelde zij van C.P.E. Bach het celloconcert nr.3 in A groot met het Haydn Jeugd Strijkorkest olv. Ben de Ligt tijdens een tournee van 10 concerten door Nederland. In 2006 soleerde zij met het Strijkorkest Zoroaster olv. Herman Draaisma in het Eerste celloconcert (1969/1981) van de Nederlandse componist Hans Kox.
Ze heeft verschillende wereldpremières op haar naam staan, waaronder de 2de cello solo sonate (2013) van Hans Kox, die mede aan haar is opgedragen, en het speciaal voor haar geschreven Requiem ‘Infinite Compassion’ (2014) voor cello solo, koor en strijkorkest van Frank van Gompel. In 2023 soleerde ze tijdens een mini-tournee samen met Nederlands Jeugd Strijkorkest (NJSO) olv. dirigent Carel den Hertog in ‘Shadows Fade’ op een thema van Mozart’s Lacrimosa voor cello en strijkorkest van de Amerikaanse componiste Heather Pinkham. Dit werk is speciaal voor haar en het NJSO geschreven en aan Smits opgedragen. In mei 2024 gaf ze de wereldpremière van het speciaal voor haar geschreven Impromptu nr.2 voor violoncello solo van Orkun Ağır in het Muziekgebouw aan het IJ in Amsterdam.
Pamela Smits maakte concertreizen naar Duitsland, Oostenrijk, Zwitserland, België, Luxemburg, Engeland, Nederlandse Antillen, Monaco, Spanje, Brazilië, Argentinië, Costa Rica, Israël, Hong Kong, Japan en de Verenigde Staten. Ze trad ook op in de Kleine Zaal van het Concertgebouw in Amsterdam, het Mozarteum in Salzburg en de Meistersaal in Berlijn en op het Edinburgh Festival in Schotland. 
In 2010 werd ze door het Posthuis Theater in Heerenveen uitgenodigd om 3 seizoenen een jaarlijkse serie van 7 concerten te verzorgen, waar ze concerten gaf met musici als violiste Isabelle van Keulen en trompettist Peter Masseurs en tevens masterclasses organiseerde. Sinds 2013 is zij oprichter en artistiek leider van de concertserie Vriendenconcerten in de 17e eeuwse Zuiderkerk in het centrum van Amsterdam.
Smits geeft regelmatig recitals, o.a. met de Duitse pianiste Sabine Simon, met wie ze meer dan 25 jaar samenwerkt en diverse tournees o.a. naar Amerika, Duitsland en Oostenrijk heeft gemaakt. Met pianist/componist Olli Mustonen gaf ze een succesvol recital in Amsterdam (2021), waaronder de uitvoering van Mustonen’s Taivaanvalot (Hemellichten 2019) voor tenor, cello en piano, samen met de Mexicaanse bariton Emmanuel Franco en de componist achter de vleugel. Sinds 2017 werkt ze regelmatig samen met pianist Tobias Borsboom, nadat ze hem had uitgenodigd als gast-programmeur van de serie Vriendenconcerten. Hun sprankelende samenwerking viel meteen op en werd met veel enthousiasme door publiek en pers onthaald. Zij betoverden met hun spel..Daar hebben zich twee poëten van de toetsen en snaren elkaar gevonden -Westdeutsche Zeitung. 
Naast solo-optredens speelt Pamela Smits veel kamermuziek en heeft gespeeld met musici uit Amerika, Europa en Azië. Ze is de celliste en mede-oprichter van het in 2009 opgerichte Pentachord Ensemble samen met pianist Maarten den Hengst, violiste Emi Ohi Resnick, altviolist Mikhail Zemtsov en contrabassist Quirijn van Regteren Altena en in 2018 van het Voyager Trio met saxofonist Arno Bornkamp en pianist Tobias Borsboom.
Ze werkt graag samen in interdisciplinair verband, zoals met acteurs David Lucieer en Julia Akkermans, musicologen Dr. Albert van de Schoot en Michel Khalifa, schilderes Maryleen Schiltkamp en auteur Jan Brokken, waarbij ze concerten geeft in combinatie met een literaire voordracht of tentoonstelling. Met violiste Tosca Opdam heeft ze afgelopen seizoenen intensief samengewerkt nadat ze haar als artist-in-residence bij de serie Vriendenconcerten had gevraagd. Een van de highlights was de samenwerking met het Amsterdam Museum in concerten, waarbij muziek en beeld elkaar aanvullen.
Ook is zij een zeer bevlogen pleitbezorgster van het doorgeven van kennis van het muziekvak en geeft sinds haar 16de  jaar les, indertijd tot haar afstuderen als assistente van Jirí Prchal aan het Stedelijk Conservatorium Leeuwarden. In 2008 gaf ze via een -indertijd innovatieve- high speed internet verbinding een masterclass in samenwerking met Internet2, InHolland en de New World Symphony in Miami Beach, die bekeken werd op universiteiten over de hele wereld. Ze heeft masterclasses gegeven in de Verenigde Staten, Duitsland en Nederland, o.a. aan Duke University, de Newark Academy in New York, het NRC Café in Amsterdam, de Akademie für Tonkunst in Darmstadt, en was 4 seizoenen cello - en kamermuziek docente tijdens de internationale zomercursus aan de Landesmusikakademie Hessen in Schlitz (Duitsland). Ze was actief als cello docent in een project voor kansarme jongeren (1997) in Miami Beach.
Pamela Smits is de dochter van het pianistenechtpaar Greta Lang (leerlinge Cornelius Berkhout) en Ben Smits (leerling Béla Síki en Clara Haskil).

## Discografie
- 2004: The French Cello - met pianiste/klaveciniste Sabine Simon (heruitgegeven door Universe Classics in 2011)
- 2010: Felix Austria - met pianiste Sabine Simon (Universe Classics). Tsjechisch/Hongaars repertoire.
- 2014: All-time favourites - met pianist Maarten den Hengst.
- 2014: Die Todesfrauvan Hans Kox, met het Nederlands Kamerkoor en fluitiste Abbie de Quant Attacca Productions
- 2024: Hungarian Canvas met pianist Tobias Borsboom met o.a. de cello solo sonate opus 8 van Kodály.

## Prijzen
- 1992: ereprijs Postbank Sweelinck Celloconcours te Amsterdam
- 1993: Indiana University Cello Competition te Bloomington (USA).